# Janusz Pajączkowski
Janusz Pajączkowski, ps. „Orzeł” (ur. 9 sierpnia 1926 we Włocławku, zm. 21 lutego 2017) – polski inżynier architekt, powstaniec warszawski.

## Życiorys
Pochodził z rodziny inteligenckiej. Jego ojciec, Czesław, był właścicielem hurtowni artykułów spożywczych i restauratorem. Matka, Janina z Żochowskich, prowadziła restaurację. Miał siostrę. Uczęszczał do szkoły powszechnej i Gimnazjum im. ks. Jana Długosza we Włocławku.
We Włocławku zastał go wybuch II wojny światowej. W lutym 1940 dołączył wraz z matką do rodziny w Warszawie. Naukę kontynuował prywatnie, a następnie na tajnych kompletach w Gimnazjum im. św. Stanisława Kostki. Ponadto, chcąc wspomóc rodziców finansowo, w 1942 zaczął pracować w fabryce cukierków i herbatników. Kolega z pracy wprowadził go do konspiracji. Początkowo uczestniczył w szkoleniu politycznym. Wówczas został zaprzysiężony jako żołnierz Armii Krajowej. Następnie został skierowany na kurs podoficerski. Nie ukończył go jednak ze względu na wybuch powstania warszawskiego. We wcześniejszych działaniach w AK zajmował się kolportażem prasy konspiracyjnej. Brał też udział w odszukiwaniu uzbrojenia ukrytego we wrześniu 1939 oraz akcji rozbrajania żołnierzy niemieckich i pozyskiwaniu broni. Podczas powstania przyjął pseudonim „Orzeł”. Za dzielną postawę otrzymał awans na stopień kaprala. Odznaczono go także Krzyżem Walecznych. Jako dowódca drużyny walczył w szeregach Batalionu „Chrobry I” na Woli, Starym Mieście i Śródmieściu. Ciężko ranny podczas niemieckiego nalotu, był przenoszony przez kolegów z AK do kolejnych szpitali. Po miesięcznym leczeniu osłabiony powrócił do oddziału 24 września i do końca powstania pomagał w adiutanturze. Po kapitulacji najpierw trafił do przejściowego obozu jenieckiego w Ożarowie Mazowieckim, a następnie stalagów: VIII B Lamsdorf, III A Luckenwalde, III D Berlin-Falkensee i XI A Altengrabow.
W 1945 powrócił do Polski, uwolniony z obozu przez armię sowiecką. Przyjechał do Włocławka, ale po krótkim pobycie wyjechał do Warszawy na studia. Kształcił się na Wydziale Architektury Politechniki Warszawskiej. W 1951 uzyskał dyplom inżyniera architekta.
Jeszcze jako student pracował na budowie hali Domu Słowa Polskiego. Był kierownikiem nocnej zmiany robót ziemnych, sprawując nadzór nad stu sześćdziesięcioma ludźmi. Później, ale nadal przed dyplomem, zatrudnił się w biurze projektów. Dokonywano wówczas częstych reorganizacji, biura łączyły się i zmieniały. Następnie już jako inżynier architekt otrzymał posadę w Biurze Projektów Budownictwa Ogólnego „Budopol”. Zajmował tam stanowiska: projektanta, kierownika pracowni i szefa produkcji.
Należał do Stowarzyszenia Architektów Polskich (SARP). Od 1957 był członkiem Oddziału Warszawskiego zrzeszenia. Za zasługi wojenne i cywilne został wielokrotnie odznaczony.
Został pochowany 2 marca 2017 na cmentarzu Komunalnym Północnym w Warszawie (kwatera W-III-2-1-13).

## Życie prywatne
Był żonaty i miał córkę.

## Dokonania
- Projekty i budowa ok. 30. zespołów szkół zawodowych,
- Rozbudowa Wytwórni Filmów Fabularnych (stadium początkowe) w Łodzi przy ul. Łąkowej (1958–1964) – współautorzy: Jan Klimaszewski, Mirosław Skrzypek i Bolesław Wala (stadium początkowe), współpraca: J. Stańczyk i Z. Miarczyńska.

## Ordery i odznaczenia
- Krzyż Oficerski Orderu Odrodzenia Polski (2014)[5]
- Krzyż Walecznych (1944)
- Krzyż Partyzancki
- Warszawski Krzyż Powstańczy[6]
- Srebrny Krzyż Zasługi
- Krzyż Armii Krajowej (Londyn, 1976)
- Medal za Warszawę 1939–1945
- Medal Komisji Edukacji Narodowej
- Medal „Pro Patria” (2012)[7]
- Odznaka Grunwaldzka
- Odznaka „Zasłużony dla Warszawy” (2012)[8]
- Brązowa Odznaka SARP (1964)